# Det Europæiske Kontor for Mindre Anvendte Sprog
Det Europæiske Kontor for Mindre Anvendte Sprog eller European Bureau for Lesser-Used Languages (EBLUL) er en organisation, som ikke er kontrolleret af regeringerne, og som fremmer sproglig forskellighed og beskyttelse af minoritetssprog. Den blev grundlagt i 1982 af
Europa-Kommissionen i samarbejde med lokale og regionale organisationer. Organisationen har tætte forbindelser til Europaparlamentet og Europarådet.
Siden sin begyndelse i 1982 har Det Europæiske Kontor for Mindre Anvendte Sprog styrket kontakter og gensidigt samarbejde mellem samfund med minoritetssprog. Det har fungeret som fødselshjælper for deres indbyrdes forbindelser og for deres kontakt til europæiske institutioner. Kontorets mål er at fortsætte med at være talerør for de 46 millioner i Europa, der taler minoritetssprog eller regionale sprog.
Efter 2002 ophørte kontoret – under pres fra NGO'er og andre grupperinger hos makedonerne – med at bruge betegnelsen "slavo-makedonsk" og gik i stedet over til at bruge "makedonsk", når det drejer sig om visse grupper af slaviske dialekter, der tales i det nordlige Grækenland.

## Note
1. ↑  "Greek Helsinki – Press Release – EBLUL and Eurolang drop references to "Slavo-Macedonian language" in favor of "Macedonian language" following criticism by Macedonian diaspora and minority rights NGOs". Arkiveret fra originalen 18. marts 2003. Hentet 15. maj 2007.

## Eksterne links
- EBLULs netsted Arkiveret 26. april 2012 hos  Wayback Machine (engelsk)
- Europarådet: European Charter for Regional or Minority Languages (engelsk)
- Rennes-demonstrationen i 2006 Arkiveret 4. november 2007 hos  Wayback Machine (bretonsk) og (fransk)
- Europarådets sekretariat: Rammekonventionen for beskyttelse af nationale mindredretal (engelsk)
- Kort over mindretal og etniske grupper i Europa Arkiveret 21. juni 2006 hos  Wayback Machine (engelsk)
- Kort over de europæiske sprog i EU Arkiveret 23. juni 2006 hos  Wayback Machine (engelsk)
- UNHCR: Erklæring om rettigheder for personer, der tilhører nationale, etniske, religiøse eller sproglige mindretal Arkiveret 3. juli 2006 hos  Wayback Machine (engelsk)
- Kornisk Kontor for Europæiske Relationer (engelsk)